# POPj
Le POPj (pour Produit d'Oxydation du phloridzine, jaune) est une quinone issue de la transformation enzymatique du POPi, lui-même un dérivé du phloridzine, un composé phénolique contenu dans les fruits. Sa structure et son mode d'obtention sont brevetés par l'INRA et Val de Vire.
L'INRA a développé ce colorant en 2006 à partir de la phloridzine extraite des résidus de fabrication du jus de pomme par l'action de l'enzyme polyphénol oxydase et de l'oxygène. Ce colorant est très soluble dans l'eau et stable dans les pH 3 à 5. Sa couleur jaune brillante varie en fonction du pH. Il est jaune pour les pH inférieur à 5 et orange pour les pH supérieur à 6. Le rendement de la conversion de la phloridzine en pigment est bon, environ 80 %.
Il pourrait être utilisé dans la confiserie, les sirops, et même la cosmétique afin de remplacer la tartrazine, un colorant artificiel jaune (numéro E102) suspecté de provoquer asthme et urticaire.